# Leuzea rhaponticoides
Leuzea rhaponticoides é uma espécie de planta com flor pertencente à família Asteraceae. 
A autoridade científica da espécie é Graells, tendo sido publicada em Mem. Acad. Cienc. Madr. ii. (1859) 468.

## Portugal
Trata-se de uma espécie presente no território português, nomeadamente em Portugal Continental.
Em termos de naturalidade é nativa da região atrás indicada.

## Protecção
Encontra-se protegida por legislação portuguesa ou da Comunidade Europeia, nomeadamente pelo Anexo V da Directiva Habitats.